# Camora (futebolista)
Mário Jorge Malico Paulino (Samora Correia, 10 de novembro de 1986) é um futebolista nascido em Portugal, naturalizado romeno, que atua como lateral-esquerdo. Atualmente defende o CFR Cluj.

## Títulos

### Beira Mar
- Liga de Honra: 2005/06